# Mongolia Cup 2017
Der Mongolia Cup 2017, auch als MFF Cup oder MFF Tsom bekannt, war ein jährlich stattfindender Pokalwettbewerb in der Mongolei. Organisiert wurde der Wettbewerb vom mongolischen Verband, der Mongolian Football Federation. Der Wettbewerb endete mit dem Endspiel am 8. Oktober 2017. Titelverteidiger war der Khangarid FC.

## Viertelfinale
| Datum              |                     | Ergebnis |                 |
| ------------------ | ------------------- | -------- | --------------- |
| 6. September 2017  | Ulaanbaatar City FC | 14:00    | DMYu            |
| 6. September 2017  | Khoromkhon Club     | 0:4      | Erchim FC       |
| 6. September 2017  | Deren FC            | 4:1      | Athletic 220 FC |
| 13. September 2017 | Goyo FC             | 0:4      | FC Ulaanbaatar  |

## Halbfinale
| Datum              |                     | Ergebnis  |           |
| ------------------ | ------------------- | --------- | --------- |
| 26. September 2017 | Ulaanbaatar City FC | 1:0       | Erchim FC |
| 27. September 2017 | FC Ulaanbaatar      | 3:2 n. V. | Deren FC  |

## Finale
| Datum           |                     | Ergebnis |                |
| --------------- | ------------------- | -------- | -------------- |
| 8. Oktober 2017 | Ulaanbaatar City FC | 4:2      | FC Ulaanbaatar |